# کارچوو (استان اوپوله)
کارچوو (به لهستانی: Karczów) یک منطقهٔ مسکونی در لهستان است که در گمینا دانبرووا (استان اوپوله) واقع شده‌است.